# Мярьямааский район
Мя́рьямааский район — административно-территориальная единица в составе Эстонской ССР, существовавшая в 1950—1962 годах. Центр — Мярьямаа. Население по переписи 1959 года составляло 14,3 тыс. чел. Площадь района в 1955 году составляла 955,9 км².

## История
Мярьямааский район был образован в 1950 году, когда уездное деление в Эстонской ССР было заменено районным. В 1952 году район был включён в состав Пярнуской области, но уже в апреле 1953 года в результате упразднения областей в Эстонской ССР район был возвращён в республиканское подчинение.
В 1962 году Мярьямааский район был упразднён.

## Административное деление
В 1955 году район включал 1 посёлка городского типа (Мярьямаа) и 5 сельсоветов: Алакюлаский, Вайкнаский, Варболаский, Кулламааский, Мярьямааский.